# Єнгібаров Леонід Георгійович
Леоні́д Гео́ргійович Єнгіба́ров (вірм. Լեոնիդ Ենգիբարյան; нар. 15 березня 1935 — пом. 25 липня 1972) — артист цирку, клоун-мім вірменського походження; «клоун з осінню в серці».
Виступи Єнгібарова завжди відрізнялися м'якістю, інтелігентністю, ліризмом.

## Біографія
Його батько був вірменином (звідси його прізвище іноді цитується Єнгібарян), мати за національністю росіянка.
- 1959 — закінчення  училища циркового мистецтва в  Москві.
- 1964 — на Європейському конкурсі клоунів в  Празі здобув першу премію, кубок Е. Басса.
- 1971 — народний артист  Вірменської РСР.

## Фільмографія
1. 1963 — «Шлях на арену»
2. 1964 — «Тіні забутих предків»
3. 1966 — «Айболить-66»
4. 1969 — «Берег юності»
5. 1971 — «Намисто для моєї коханої»
6. 1972 — «Печки-лавочки»